# Miramont-de-Quercy
Miramont-de-Quercy (okzitanisch Miramont de Carcin) ist eine französische Gemeinde mit 307 Einwohnern (Stand: 1. Januar 2022) im Département Tarn-et-Garonne in der Region Okzitanien (vor 2016: Midi-Pyrénées). Die Gemeinde gehört zum Arrondissement Castelsarrasin und zum Kanton Pays de Serres Sud-Quercy (bis 2015: Kanton Bourg-de-Visa). Die Einwohner werden Miramontois genannt.

## Geografie
Miramont-de-Quercy liegt etwa 33 Kilometer nordwestlich von Montauban am Petite Barguelonne. Umgeben wird Miramont-de-Quercy von den Nachbargemeinden Touffailles im Norden, Montagudet im Osten und Nordosten, Montbarla im Osten und Südosten, Montesquieu im Süden, Saint-Nazaire-de-Valentane im Westen und Südwesten sowie Fauroux im Nordwesten.
| Jahr      | 1962 | 1968 | 1975 | 1982 | 1990 | 1999 | 2006 | 2013 |
| --------- | ---- | ---- | ---- | ---- | ---- | ---- | ---- | ---- |
| Einwohner | 407  | 384  | 334  | 287  | 290  | 339  | 338  | 340  |

## Sehenswürdigkeiten

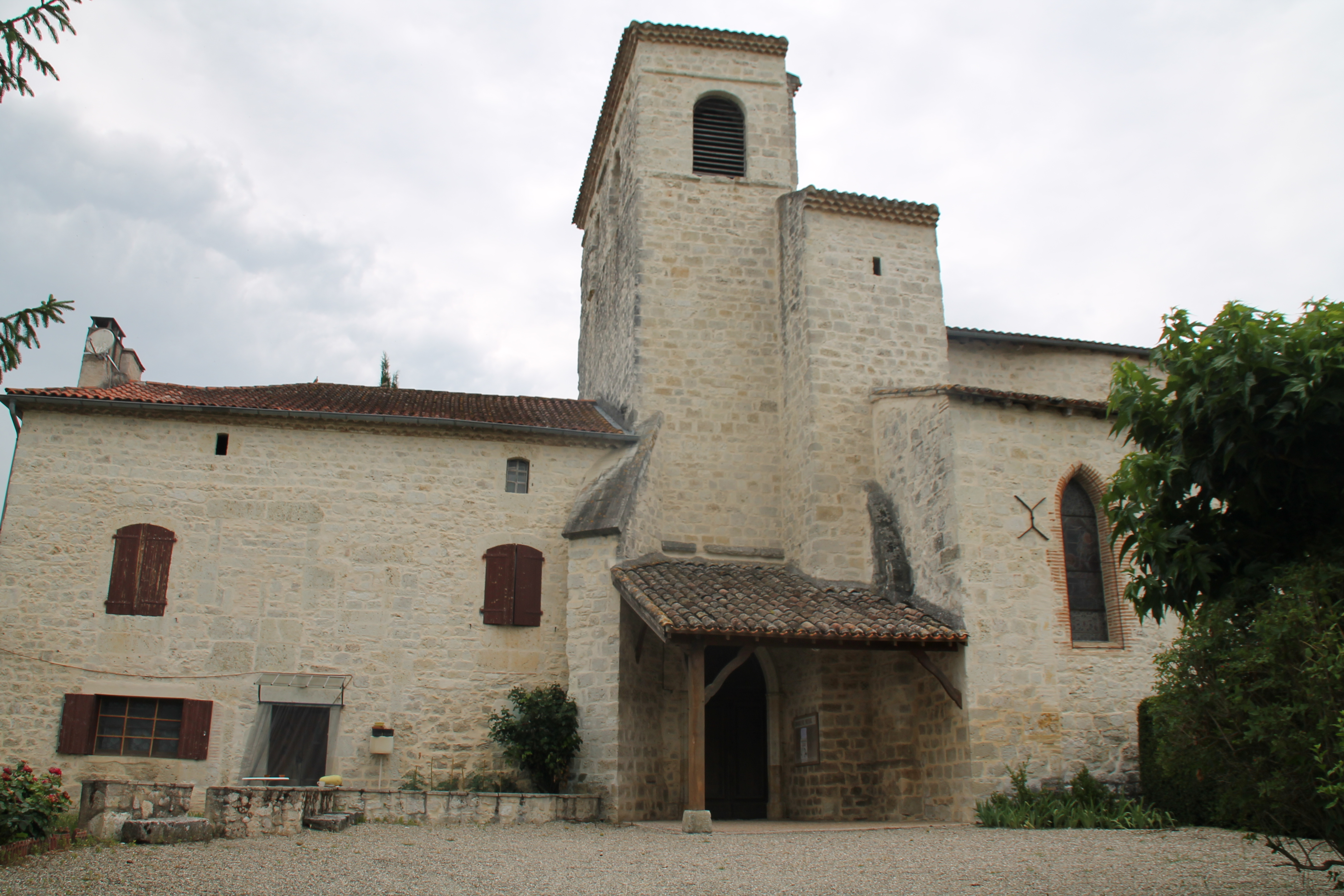
Kirche Saint-Pierre

- Kirche Saint-Pierre